# Universidad Estatal de Ingenieros de Caminos de San Petersburgo
La Universidad Estatal de Ingenieros de Caminos de San Petersburgo o PGUPS (en ruso: Петербургский государственный университет путей сообщения, ПГУПС), es una entidad educativa situada en la calle Moskovski Prospekt (Московский проспект). El nombre anterior fue Instituto de Ingenieros de Transporte Ferroviario de Leningrado, LIIZgT, (en ruso: Ленинградский институт инженеров железнодорожного транспорта, ЛИИЖТ).

## Historia
Fue uno de los primeros Institutos Tecnológicos de Rusia. La sección más destacada del instituto fue la "unidad de entrenamiento", que fue extendida y aumentada como Departamento de Comunicaciones Acuáticas N.P. Rumiántsev en 1798-1809.
Se establece por un Alto Decreto (Высочайший Манифест - Vysocháishi Manifest) de 20 de noviembre (2 de diciembre en el calendario gregoriano) 1809 como Instituto del Cuerpo de Ingenieros de Caminos (en ruso: Институт Корпуса инженеров путей сообщения), y abierto oficialmente el 1 de noviembre (13 de noviembre en el calendario gregoriano) de 1810. El objetivo de la creación del instituto fue la preparación de especialistas en construcción de sistemas de comunicación terrestres y marítimos a lo largo de los extensos territorios de Rusia. En el momento de la creación del instituto, la disciplina más desarrollada era la de canales fluviales. La principal dificultad era que en invierno los barcos permanecían meses esperando el inicio de la navegación. Una vez transitables acercándose el verano, los ríos y canales circulaban grandes barcazas.